# Сома (хиндуизам)
Сома (санск. सोम soma - цеђ; од корена су — цедити, пресовати) или хаома (авестански) је била ритуално пиће од важности код древних Аријеваца, и касније у ведској и персијској култури. По свој прилици је била халуциногених својстава.
Култ божанске биљке, односно еликсира мудрости, вероватно има корен у праиндоевропској религији. Томе иду у прилог и бројне сличности у митологији и ритуалу између хаоме у Авести и соме у ведама.

## Сома у ведама
Сома се у химнама Риг-веде деификује и слави као треће најзначајније божанство — после Индре и Агнија. Посвећена јој је читава девета књига Риг веде. Према ведским песницима, Сома, господарица биљака, горског је или небеског порекла. Риг веда (4, 26 и 27) описује крађу соме с највишег неба коју је починио орао. Црвенкасто-жуто-смеђе стабљике ове биљке биле су гњечене и дробљене између камења на жртвенику. Након тога су свештеници прочишћавали сок цеђењем кроз овчије руно, скупљали га у крчаге, изливали га као жртву боговима, а остатак пили из посебних посуда заједно с приносиоцем жртве. На различите начине су мешали сому с водом, млеком, грушевином, маслом, јечмом и медом. Сваког дана када се сома приносила на жртву, цео процес цеђења и прочишћавања био је обављан три пута.
Веселост и расположење које је изазивало конзумирање повезано је с мистичним »виђењем« и бесмртношћу (сома је амрта - неумирућа), плодношћу земље, животиња и људи, исцелитељским моћима, исијавањем светлости, стицањем богатства и непобедивошћу опијеног Индре у биткама. У позним химанама Риг веде и неким каснијим текстовима, сома је била изједначена с Месецом, а Месечеве мене су представљене као последица пијења соме од стране богова.

## Идентификација соме
Многи индијски писци, а од 18. века и европски, покушали су да идентификују оригиналну биљку. Највећи број хипотеза указује да би то могла бити халуциногена гљива Amanita muscaria, у народу позната као мухара.

## Сома у западној култури
Сома се појављује и као назив друштвено дозвољене дроге у делима Олдоуса Хакслија, а данас се често среће као жаргон за халуциногене дроге.